# ادلفی (اوهایو)
ادلفی، اوهایو (به انگلیسی: Adelphi, Ohio) در ایالات متحده آمریکا است که در اوهایو واقع شده‌است.

## خصوصیات
ادلفی ۰٫۷۰ کیلومترمربع مساحت و ۳۸۰ نفر جمعیت دارد و ۲۵۶ متر بالاتر از سطح دریا واقع شده‌است.